# Elio Vittorini
Elio Vittorini (23 de julio de 1908, Siracusa, Sicilia - 13 de febrero de 1966, Milán) fue un novelista, traductor y crítico italiano.

## Biografía
Hijo de un ferroviario, Sebastiano Vittorini, y de Lucia Sgandurra, Elio Vittorini, inquieto y rebelde, se fugó de casa varias veces "para ver mundo". Dejó la escuela a la edad de 17 años; aprendió inglés mientras trabajaba como corrector de pruebas y, en 1924, frecuentó círculos anarquistas siracusanos en lucha contra el Fascismo; dirigió la revista Il Politecnico (1945-1947) y, con Italo Calvino, la revista literaria Menabo (1959-1966) y se casó con la hermana pequeña del poeta Salvatore Quasimodo. Se estableció en Gorizia, donde encontró trabajo en una constructora. En 1926 publicó un artículo político en la revista La conquista dello stato, asumiendo posiciones de fascismo antiburgués. En 1927, gracias a la amistad de Curzio Malaparte, comienza a colaborar en La Stampa y publica La fiera letteraria. Se volvió, al igual que Cesare Pavese, un pionero en la traducción de escritores estadounidenses e ingleses al italiano. Rompió con la literatura del siglo XIX y de la anteguerra con novelas situadas dentro del neorrealismo italiano, que reflejan la experiencia italiana del fascismo y las agonías sociales, políticas y espirituales del siglo XX. Conversación en Sicilia (1941), la cual claramente expresa sus sentimientos antifascistas, es considerada su novela más importante.
En 1976 se estrenó una adaptación cinematográfica de El clavel rojo. Se trató de la primera película de Luigi Faccini y contó con las actuaciones de Miguel Bosé y Elsa Martinelli.

## Obra
- Pequeña burguesía, 1931, relatos.
- El clavel rojo, 1933.
- Conversación en Sicilia, 1941.
- Hombres o no, 1945.
- Las mujeres de Mesina, 1949, rehecha en 1964.
- El simplón guiña el ojo al Frejus, 1947.
- Erica y sus hermanos (1956), relatos.
- Diario público (1957).
- Las ciudades del mundo (1969)
- La tía Agripa pasa en tren